# NGC 5490
NGC 5490 (ook: NGC 5490A) is een elliptisch sterrenstelsel in het sterrenbeeld Centaur. Het hemelobject werd op 14 maart 1784 ontdekt door de Duits-Britse astronoom William Herschel.

## Synoniemen
- UGC 9058
- MCG 3-36-65
- ZWG 103.95
- PGC 50558